# Rubus calvatus
Rubus calvatus är en rosväxtart som beskrevs av Andrew Bloxam. Rubus calvatus ingår i släktet rubusar, och familjen rosväxter. Inga underarter finns listade i Catalogue of Life.